# Chloroclystis nereis
Chloroclystis nereis är en fjärilsart som beskrevs av Edward Meyrick 1887. Chloroclystis nereis ingår i släktet Chloroclystis och familjen mätare. Inga underarter finns listade i Catalogue of Life.